# アリィー
ALLIE（アリィー）はカネボウ化粧品が製造、販売するスキンケア化粧品。

## 概要
- 商品については紫外線を防御するための商品で、日やけ止め用のローション・乳液やファンデーションなどがある。
- 2007年のキャッチコピーは「全身最強　ダイヤモンドバリア。」CMソングはORANGE RANGEのイカSUMMER。
- 2008年のキャッチコピーは「最強は次へ」

## イメージキャラクター
- 初代：米倉涼子（2000年-2002年）尚当初は「ALLIE」と「SALA」とカネボウ化粧品2つのブランドのイメージキャラクターを務めていた。
- 2代目：山田優（2003年-2006年）この当初「ALLIE」と「テスティモ」2つのブランドのイメージキャラクターを務めていた。2007年にはカネボウ化粧品の親会社である花王のメイクアップブランド、ソフィーナ「RAYCIOUS（レイシャス）」のCMに起用されている。
- 3代目：浦浜アリサ（2007年3月-2008年2月）
- 4代目：加藤あい（2008年3月-2011年1月）※加藤あいは以前にFREYA、テスティモ、REVUEと2001年からずっとカネボウ化粧品のブランドに起用されている。
- 5代目：北川景子（2011年2月-2016年1月）
- 6代目：西内まりや（2016年2月-2018年3月）
- 7代目：菜々緒（2018年4月-）
- 8代目：エレーナ・アン（2019年2月-）
- 9代目：SUMIRE（2020年2月-）
- 10代目：古川琴音（2022年2月-）
- 11代目：芳根京子 (2022年11月-)

## ラインナップ〈2009年5月現在〉
日焼け止めローションなど
- ダイヤモンドバリア サンスクリーン(パーフェクト)
- ダイヤモンドバリア サンスクリーン(ウォータータッチ)
- ホワイトニング プロテクターN
- ヒアロバリア サンスクリーン(フェイス)
- サンスクリーン N
- ボディUVミスト

ファンデーション
- シェルターパクトUV
- シェルタースティックUV
- シェルタースティックUV R
- シェルターパクトUV S用ケース
- シェルターリクイドUV S